# Decipha lamabokensis
Decipha lamabokensis är en insektsart som först beskrevs av Synave 1979.  Decipha lamabokensis ingår i släktet Decipha och familjen Ricaniidae. Inga underarter finns listade i Catalogue of Life.